# Olympique d’Antibes
Olympique d’Antibes Juan-les-Pins Côte d’Azur Basket ist ein französischer Basketballverein aus Antibes. Er wurde dreimal französischer Meister.

## Geschichte
Der Verein wurde 1933 gegründet. Im Jahr 1970 gewann er seine erste Meisterschaft. In der Abschlusstabelle konnte man SC Moderne Le Mans knapp distanzieren. Genau zwei Jahrzehnte später gelang der nächste Titelgewinn. In den inzwischen eingeführten Play-offs um die Meisterschaft setzte sich d’Antibes im Finale gegen Limoges CSP Élite durch und gewann die Dreispiele-Serie mit 2:1. In der Saison 1994/95 wurde die dritte Meisterschaft gefeiert. Diesmal schlug das Team im Finale Élan Béarnais Pau-Lacq-Orthez. Die best-of-five-Serie wurde 3:1 gewonnen.
Der Gewinn der Meisterschaft 1995 war der letzte große Erfolg des Vereins, der sich wenige Jahre nach dem Titelgewinn verschuldete und dauerhaft von finanziellen Engpässen geplagt war und sogar regelmäßig um die Existenz bangen musste. 2000 übernahm der damalige NBA-Star Detlef Schrempf von den Portland Trail Blazers 30 Prozent der Anteile am Club.
Aktuell (Saison 2020/21) spielt der Klub als Sharks d'Antibes  in der französischen Liga Pro B.

## Halle
Der Verein trägt seine Heimspiele in der 5.249 Plätze umfassenden Azur Arena Antibes aus.

## Korać-Cup
Im drittwichtigsten Europapokal im Basketball, dem inzwischen eingestellten Korać-Cup spielte Olympique jahrelang eine gute Rolle. Schon bei den ersten Austragungen des Wettbewerbs war man regelmäßiger Teilnehmer und erreichte 1972 das Halbfinale. In den Jahren 1984 und 1986 gelang erneut der Vorstoß in die Runde der letzten Vier.

## Erfolge
National
- Französischer Meister (3): 1970, 1991, 1995
- Französischer Vizemeister (3):1984, 1990, 1994

International
- Halbfinalist Korać-Cup (3): 1972, 1984, 1986

## Ehemalige Spieler
| - Jean-Claude Bonato 1962–1979 - Bob Morse 1981–1984 - Hervé Dubuisson 1982–1985 - Roger Phegley 1984/85 - Georges Adams 1985–1993, 1999/2000 - Jeff Wilkins 1986/87 - Norris Coleman 1988/89 - Jacques Monclar 1988/89 - Hugues Occansey 1988–1993 - Robert Smith 1989–1992 - Lee Johnson 1989–1993 - Laurent Foirest 1989–1996 | - Franklin Lenard Johnson 1991/92 - Yann Bonato 1991–1993 - Zoran Sretenović 1992/93 - Stéphane Ostrowski 1992–95, 1998/99, 2001–05 - David Rivers 1993–1995 - Billy Joe Williams 1993–1998 - Micheal Ray Richardson 1994–1997, 2001 - / Willie Redden 1994–1997 - Tony White 1995/96 - / Alaa Abdelnaby 1997/98 - Stevin Smith 1997/98, 2000/01 - Brad Sellers 1998 | - Thierry Rupert 1997–1999 - / John David Jackson 1997–1999 - Enrique Villalobos 1999/2000 - Duane Woodward 1999/2000 - Steve Bucknall 2004/05 - Ivo Kresta 2004–2006 - Jewgeni Kissurin 2005/06 - Tarvis Williams 2005/06 - / Troy Ostler 2006/07 - Anthony Hilliard seit 2012 |

## Ehemalige Trainer
- Jean-Claude Bonato 1986–1988
- Jacques Monclar 1988–1996, 1999–2002
- Serge Provillard 1996/97, 2002–2005
- Hervé Dubuisson 1997–1999
- Stéphane Ostrowski 2005/06